# Aygolounguo
Aygolounguo est un hameau de la commune de Fonsorbes situé dans le département de la Haute-Garonne et la région Occitanie.

## Géographie

### Localisation
Le hameau est situé à 3,5 km au sud-est de la ville de Fonsorbes.
|           | Plaisance-du-Touch |          |
| Fonsorbes | Aygolounguo        | Frouzins |
| Saint-Lys | Les Aujoulets      | Seysses  |

### Géologie et relief
La superficie du hameau est d'environ 72 hectares et est situé à une altitude de 173 mètres.

### Hydrographie
Le Touch passe dans le hameau.

### Voies de communication et transports
- Par la route :
  - La D68 traversant le hameau.
  - La D50 passant à côté.

- Par le train en gare de Muret :
  - Le réseau TER Occitanie sur la ligne Toulouse - Bayonne
    -   Les trains urbains de Toulouse par la ligne D.
- Par le réseau de transport urbain Tisséo
  - 315 de Saint-Lys–ZA du Boutet à la gare de Muret.